# District de Porbandar
Le district de Porbandar (gujarati : પોરબંદર જિલ્લો) est un district de l'état du Gujarat en Inde.

## Géographie
Le district a une population de 585 449 habitants pour une superficie de 2 316 km2.